# Bornefeld (Remscheid)
Bornefeld ist eine Hofschaft in Remscheid in Nordrhein-Westfalen.

## Lage und Verkehrsanbindung
Bornefeld liegt im südöstlichen Remscheid im statistischen Stadtteil Bergisch Born Ost des Stadtbezirks Lennep nahe dem größeren Ortsteil Bergisch Born an Bundesstraße 237: Die Landesstraße 80 zweigt am Ortsbeginn von der Bundesstraße ab. Weitere Nachbarorte sind Oberstraße, Jägerhaus, Bornbach, Langenbusch, Tefental und Ober- und Niederlangenbach. Südlich von Bornefeld wurde das Gewerbegebiet Bergisch-Born angelegt. 
Die Trasse der stillgelegten Bahnstrecke zwischen Bergisch Born und Marienheide (Kursbuchstrecke KBS 412) führt an der Hofschaft vorbei.

## Etymologie und Geschichte
Born kommt von niederdeutschen Bernen, birnen und bedeutet abgebrannte Rodung.
Der Ort war Titularort des altbergischen Amts Bornefeld, das bereits 1270 als „in judicio sine officio de Burlevelt“ erwähnt wurde. urkundlich erwähnt. Weitere Nennungen erfolgten 1363 als Byrnvelde, 1397 als Birnfeld und 1424 als Byrnefelt und Burnfelt. Die Karte Topographia Ducatus Montani aus dem Jahre 1715 zeigt den Hof als Bornfeld. 
Im 18. Jahrhundert gehörte der Ort zum bergischen Amt Bornefeld-Hückeswagen. 1815/16 lebten 29 Einwohner im Ort. 1832 gehörte Bornefeld der Lüdorfer Honschaft an, die ein Teil der Hückeswagener Außenbürgerschaft innerhalb der Bürgermeisterei Hückeswagen war. Der laut der Statistik und Topographie des Regierungsbezirks Düsseldorf als Weiler kategorisierte Ort besaß zu dieser Zeit fünf Wohnhäuser und neun landwirtschaftliche Gebäude. Zu dieser Zeit lebten 31 Einwohner im Ort, allesamt evangelischen Glaubens.
Im Gemeindelexikon für die Provinz Rheinland werden für 1885 acht Wohnhäuser mit 76 Einwohnern angegeben. Der Ort gehörte zu dieser Zeit zur Landgemeinde Neuhückeswagen innerhalb des Kreises Lennep. 1895 besitzt der Ort zehn Wohnhäuser mit 71 Einwohnern, 1905 acht Wohnhäuser und 73 Einwohner.
In der Mitte des 20. Jahrhunderts bestand in Bornefeld ein Krankenhaus, das zuletzt als Seniorenheim genutzt wurde. Im gleichen Zeitraum entstand auf einen nördlichen Erweiterungsgelände eine Wohnsiedlung, die sich nach Abriss der Klinik (um 1985) Ende der 1990er Jahre auch das alte Klinikgelände ausweitete. Im Zuge der nordrhein-westfälischen Kommunalgebietsreform wurde am 1. Januar 1975 der östliche Bereich um Bergisch Born mit dem Hof Bornefeld aus der Stadt Hückeswagen herausgelöst und in die Stadt Remscheid eingegliedert.